# Rosacletodes kuehnemanni
Rosacletodes kuehnemanni is een eenoogkreeftjessoort uit de familie van de Nannopodidae. De wetenschappelijke naam van de soort is voor het eerst geldig gepubliceerd in 1982 door Pallares.